# Mainstream Rock Songs
Mainstream Rock Songs (dawniej Mainstream Rock Tracks) – publikowana od 21 marca 1981 roku, jedna z wielu list przebojów regularnie opracowywanych przez amerykański magazyn muzyczny Billboard. Przedstawia ona najpopularniejsze piosenki grane przez stacje radiowe o formacie mainstream rock.
Początkowo notowanie nosiło nazwę Rock Tracks i asystowało zestawieniu Rock Albums, które jednak zostało zlikwidowane w 1984 roku. Zanim powstała Mainstream Rock Tracks, Billboard nie sporządzał listy, która skupiałaby się tylko na muzyce rockowej. Najbliższa temu gatunkowi była Album Radio Action, która ukazywała część albumów rockowych na podstawie statystyk stacji radiowych; zestawienie nie uwzględniało jednak piosenek. Rock Tracks składała się z 60 utworów, a pierwszym, który uplasował się na szczycie zestawienia był „I Can't Stand It” Erica Claptona. W kwietniu 1986 roku lista zmieniła nazwę na Album Rock Tracks.
10 września 1988 roku Billboard utworzył nowe notowanie, Modern Rock Tracks, także przedstawiające muzykę rockową. Po dwóch miesiącach od powstania nowego zestawienia piosenka „Desire” U2 uplasowała się na szczycie zarówno Modern Rock Tracks, jak i Mainstream Rock Tracks.
W 1996 roku notowanie ponownie zmieniło nazwę, tym razem na Hot Mainstream Rock Tracks. 26 lipca 2003 roku lista po raz ostatni ukazała się w magazynie i od tej pory dostępna jest wyłącznie na stronie internetowej Billboardu.
Rekordzistą Mainstream Rock Tracks jest utwór „Loser” 3 Doors Down, który na szczycie zestawienia spędził 21 tygodni.

## Rekordy
Piosenki, które na szczycie zestawienia spędziły najwięcej tygodni:
21 tygodni
- "Loser" 3 Doors Down (2000)

20 tygodni
- "It’s Been Awhile" Staind (2001)

17 tygodni
- "Higher" Creed (1999)
- "When I’m Gone" 3 Doors Down (2002-03)

16 tygodni
- "Touch, Peel and Stand" Days of the New (1997)

15 tygodni
- "Interstate Love Song" Stone Temple Pilots (1994)
- "Heavy" Collective Soul (1999)
- "What I’ve Done" Linkin Park (2007)

14 tygodni
- "So Far Away" Staind (2003)
- "Boulevard of Broken Dreams" Green Day (2005)
- "Fake It" Seether (2007-08)

13 tygodni
- "Start Me Up" The Rolling Stones (1981)
- "How You Remind Me" Nickelback (2001)
- "Figured You Out" Nickelback (2004)
- "Pain" Three Days Grace (2006-07)

12 tygodni
- "Mysterious Ways" U2 (1991-92)
- "Like a Stone" Audioslave (2003)
- "Save Me" Shinedown (2005)
- "Dani California" Red Hot Chili Peppers (2006)

11 tygodni
- "Remedy" The Black Crowes (1992)
- "Turn the Page" Metallica (1999)
- "Fall to Pieces" Velvet Revolver (2004)

10 tygodni
- "Lightning Crashes" Live (1995)
- "The Down Town" Days of the New (1998)
- "Scar Tissue" Red Hot Chili Peppers (1999)
- "Blurry" Puddle of Mudd (2002)